# Harmonia antipodum
Harmonia antipodum — вид божьих коровок, обитающий в Новой Зеландии, хотя иногда его ошибочно принимают за родственный инвазивный вид Harmonia conformis. Harmonia antipodum коричневого окраса и длиной около 3 мм, в то время как H. conformis намного крупнее и ярче окрашены.

## Галерея

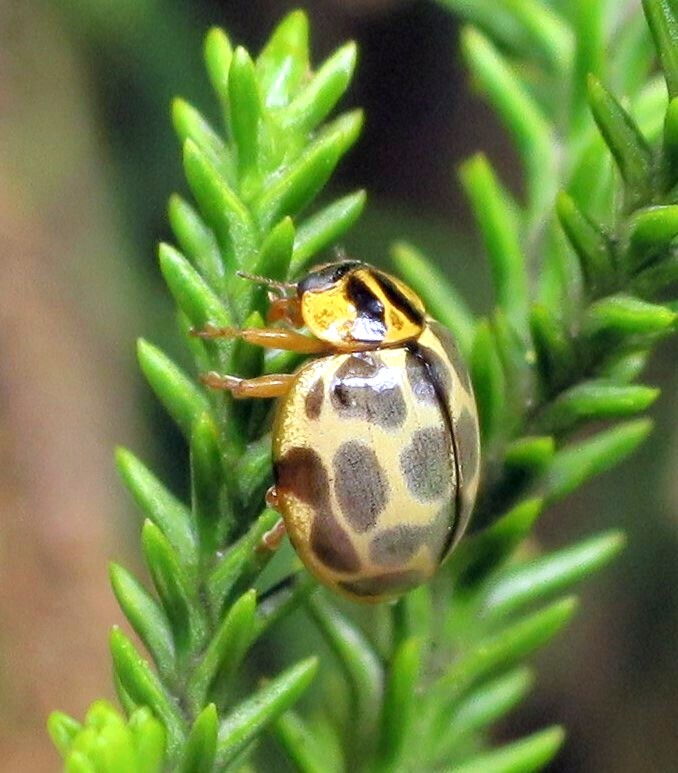
Пятнистая особь
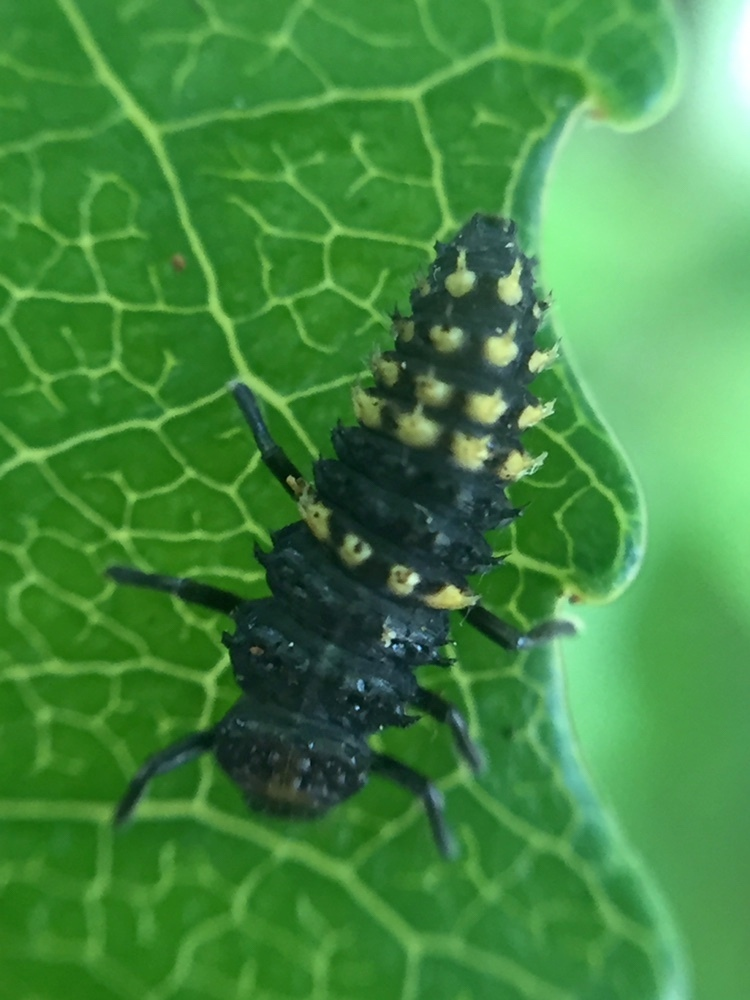
Личинка